# Лейтенант-генерал (Велика Британія)
Лейтенант-генерал (англ. Lt Gen) — старше офіцерське звання у британській армії та Королівській морській піхоті. Воно є рівноцінним тризіркового звання; деякі британські лейтенант-генерали носять відзнаку з трьома зірками на додачу до їх стандартних відзнак, коли беруть участь у багатонаціональних операціях.
Звання лейтенант-генерала йде після звання майор-генерала, але нижче за (повного) генерала. Кодове позначення НАТО OF-8, рівноцінне віце-адміралу у Королівських ВМС та маршалу повітряних сил у Королівських ВПС (RAF) та повітряних силах багатьох країн Співдружності.
Відзнакою для армії та морської піхоти є корона над схрещеними жезлом та мечем. Після коронації Королеви Єлизавети II, почали використовувати корону Св. Едварда, яка відома як корона Королеви. До 1953 використовували корону Тюдорів, відому як корона Короля.

## Використання у британській армії

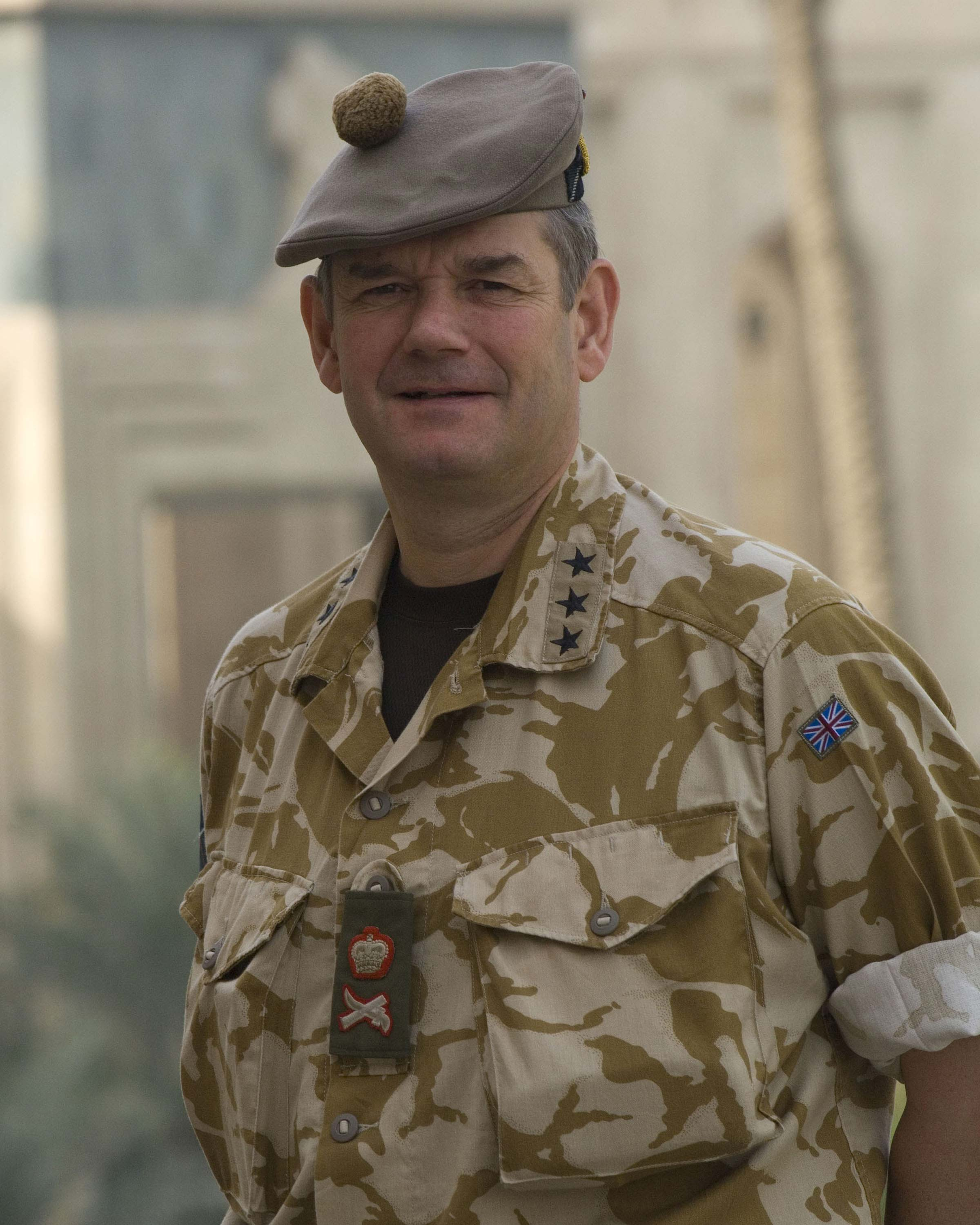
Лейтенант-генералl Джон Купер з відзнаками тризіркового генерала і британськими відзнаками лейтенант-генерала

Спочатку звання лейтенант-генерала отримували офіцери які командували польовими корпусами. Головнокомандувачем Об'єднаного корпусу швидкого реагування НАТО є британський лейтенант-генерал. Історично склалося так, що I корпусом та II корпусом командували британські лейтенант-генерали. Крім того у штабі британської армії є три посади лейтенант-генералів

## Використання у Королівській морській піхоті
Хоча старше звання у Королівській морській піхоті, генерал-комендант, дорівнювало нижчому званню майор-генерала з 1996 до тепер генерал-комендант був лейтенант-генералом або повним генералом. Проте, через те що пости старших офіцерів у збройних силах Великої Британії доступні для офіцерів з різних служб, офіцери морської піхоти можуть отримати звання лейтенант-генерала, відслуживши в Об'єднаних силах або у Міністерстві оборони. Наприклад, Лейтенант-Генерал сер Роберт Фрі, Лейтенант-Генерал сер Джеймс Даттон та Лейтенант-Генерал сер Девід Кепевелл.

## Використання у Королівських ВПС
З 1 квітня 1918 по 31 липня 1919 у Королівських ВПС використовували звання лейтенант-генерал. Зараз його замінили на звання маршала повітряних сил. Незважаючи на те, що сер Девід Гендерсон був лейтенант-генерал ВПС, тодішній начальник штабу ВПС, сер Г'ю Тренчард, ніколи не мав такого звання. Крім того відставний, адмірал Королівського флоту, Джон де Местре Гатчісон, мав почесне звання лейтенант-генерала Королівських ВПС.
Відзнака лейтенант-генерала ВПС була така сам як і у віце-адмірала, широка золота смуга з двома вузькими смугами над нею на манжеті. Проте відзнака не мала виконавчого завитку.